# National Provincial Championship Division 3 1995
La National Provincial Championship Division 3 1995 fue la decimoprimera edición de la tercera división del principal torneo de rugby de Nueva Zelanda.

## Sistema de disputa
Los equipos enfrentan a los equipos restantes de su zona en una sola ronda.
Los primeros cuatro puestos clasifican a semifinales para posteriormente disputar la final entre los dos ganadores de las semifinales, el ganador de la final se corona campeón y asciende directamente a la Segunda División.

## Clasificación
Tabla de posiciones
| Pos. | Equipo            | Encuentros | Encuentros | Encuentros | Encuentros | Tantos | Tantos | Tantos | PB | PB | Puntos |
| Pos. | Equipo            | PJ         | PG         | PE         | PP         | F      | C      | Dif    | BO | BD | Puntos |
| ---- | ----------------- | ---------- | ---------- | ---------- | ---------- | ------ | ------ | ------ | -- | -- | ------ |
| 1.º  | Thames Valley     | 8          | 7          | 0          | 1          | 306    | 169    | +137   | 0  | 0  | 28     |
| 2.º  | Poverty Bay       | 8          | 6          | 0          | 2          | 233    | 156    | +77    | 0  | 1  | 25     |
| 3.º  | Wanganui          | 8          | 5          | 0          | 3          | 184    | 128    | +56    | 0  | 1  | 21     |
| 4.º  | Horowhenua-Kapiti | 8          | 5          | 0          | 3          | 198    | 153    | +45    | 0  | 1  | 21     |
| 5.º  | Marlborough       | 8          | 5          | 0          | 3          | 223    | 201    | +22    | 0  | 0  | 20     |
| 6.º  | Buller            | 8          | 3          | 0          | 5          | 132    | 237    | -105   | 0  | 0  | 12     |
| 7.º  | North Otago       | 8          | 2          | 0          | 6          | 182    | 226    | -44    | 0  | 2  | 10     |
| 8.º  | West Coast        | 8          | 2          | 0          | 6          | 120    | 212    | -92    | 0  | 1  | 9      |
| 9.º  | East Coast        | 8          | 1          | 0          | 7          | 147    | 244    | -97    | 0  | 2  | 6      |

|  | Semifinalistas. |

### Semifinales
| 7 de octubre | Thames Valley | 32 - 17 | Horowhenua-Kapiti |  |  |

| 8 de octubre | Poverty Bay | 26 - 19 | Wanganui |  |  |

### Final
| 14 de octubre | Thames Valley | 47 - 8 | Poverty Bay |  |  |

| Bandera de Nueva Zelanda |
| Campeón Thames Valley    |
| Tercer título            |